# کارل ولنتاین
کارل ولنتاین (انگلیسی: Carl Valentine؛ زادهٔ ۴ ژوئیهٔ ۱۹۵۸) بازیکن فوتبال اهل کانادا است.
از باشگاه‌هایی که در آن بازی کرده‌است می‌توان به باشگاه فوتبال اولدهام اتلتیک، باشگاه فوتبال وست برومویچ آلبیون، و باشگاه فوتبال ونکوور وایتکپس اشاره کرد.
وی همچنین در تیم ملی فوتبال کانادا بازی کرده‌است.